# Хоккейная терминология
Хоккейная терминология:

## Большинство
В хоккее команда играет в большинстве в случае, если как минимум один игрок противника получил наказание, и, соответственно, команда получила численное преимущество на льду. На скамейке оштрафованных одновременно может находиться неограниченное число игроков одной команды, но при этом максимально возможным большинством в игре может быть игра «5-на-3». В случае, если вратарь зарабатывает удаление, то на скамейку оштрафованных садится другой игрок, присутствующий на льду.
Игра в большинстве заканчивается, если команда забивает гол (данная ситуация называется реализацией большинства) или заканчивается время, отведённое на удаление.
- В случае, если игрок соперника наказан двойным малым штрафом (2+2), то гол команды в течение первых двух минут отменяет только первую половину наказания и следующие две минуты команда снова будет играть в большинстве. Данная ситуация полностью аналогична двум последовательным малым штрафам.
- В случае, если игрок соперника наказан большим штрафом (5 минут) или отбывает 5 минут матч-штрафа, то гол команды не отменяет наказания, и она продолжает играть в большинстве.
- Дисциплинарный и Дисциплинарный до конца игры штрафы (10 и 20 минут соответственно) не приводят к уменьшению количества игроков на площадке (удалённый игрок заменяется другим).

## Бросок
Бросок в хоккее — попытка игрока забросить шайбу, в ходе которой он непосредственно ударяет по шайбе клюшкой или совершает «щелчок», после которого клюшка по инерции сама ударяет по шайбе. Каждый нанесённый в створ ворот бросок в протоколе оценивается как бросок по воротам.

## Буллит
Булли́т — штрафной бросок в хоккее с шайбой, назначающийся за нарушение правил защищающейся стороной при выходе «один на один».

## Вбрасывание

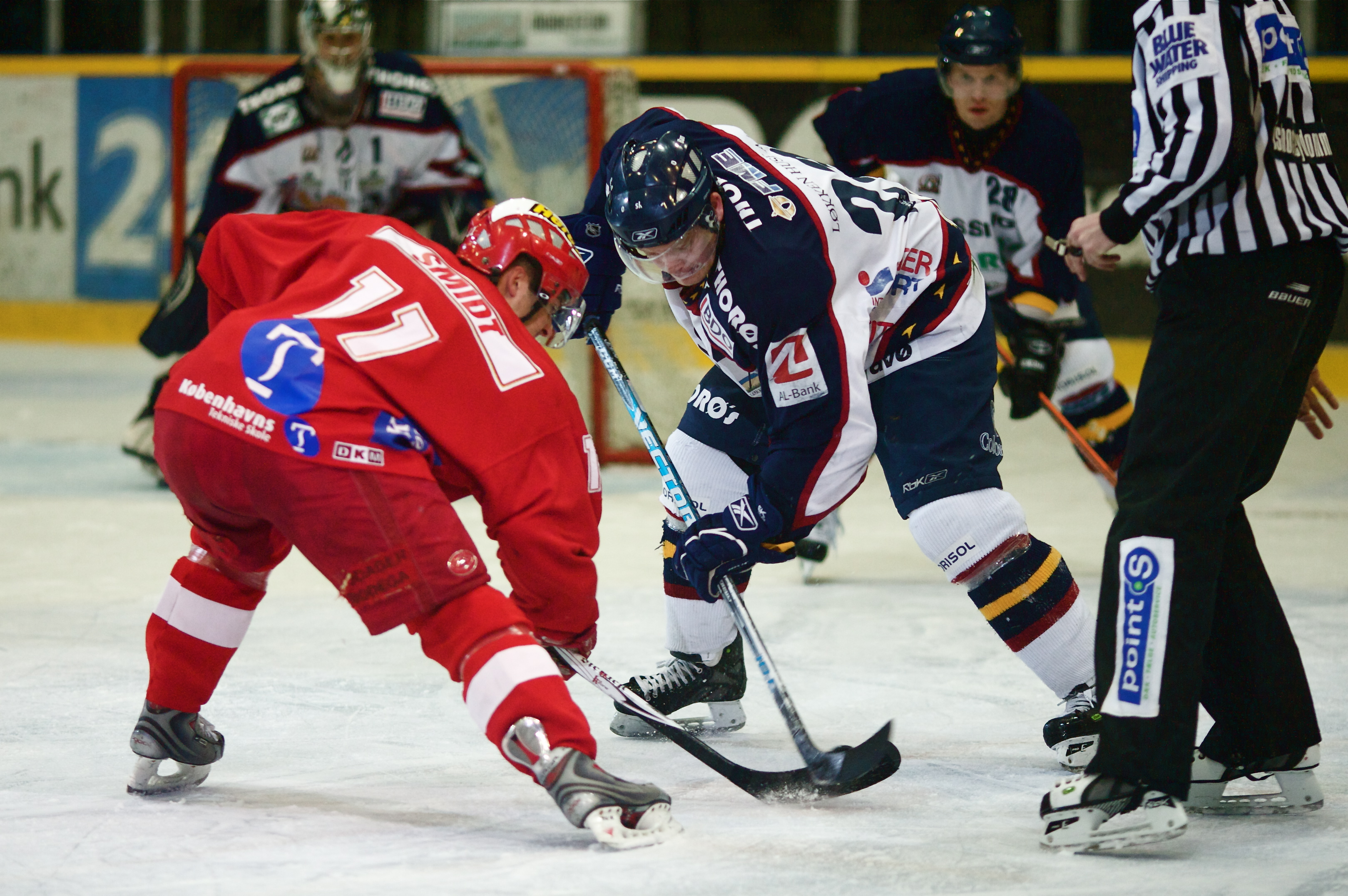
Вбрасывание шайбы в матче Чемпионата Дании по хоккею

Вбрасывание — ввод шайбы в игру в начале каждого периода или после остановки игры свистком судьи на льду. Отсчёт чистого времени матча начинается (и продолжается) именно с момента вбрасывания шайбы.
В начале периода и после засчитанного гола вбрасывание происходит в центральной точке площадки. В остальных случаях шайбу вбрасывают на одной из восьми точек вбрасывания или на линии, соединяющей противоположные точки вбрасывания в центральной зоне, которая выбирается в зависимости от игровой ситуации в момент остановки игры. Вбрасывание производится главным судьёй в центральной точке, линейными судьями в остальных случаях. За шайбу при этом сражается один игрок от каждой команды. Обычно это лидер звена. Если игрок при вбрасывании, по мнению судьи, ведёт себя некорректно, то его заменяет другой игрок этой команды, из находящихся в этот момент на площадке.
Команда выигрывает вбрасывание, если после него игрок этой команды раньше игрока соперника завладел шайбой. На хоккейных турнирах ведётся статистика выигранных вбрасываний как для команд, так и для отдельных хоккеистов.

## Вне игры
Положение «вне игры» (офсайд). В хоккее с шайбой игрок атакующей команды находится в положении «вне игры», если оба его конька уже полностью находятся за синей линией в его зоне нападения в момент полного пересечения шайбой синей линии.

## Ворота
Ворота, используемые при игре в хоккей, состоят из двух вертикальных стоек (штанг), находящихся на линии ворот на равном расстоянии от бортов и соединённых вверху горизонтальной перекладиной.

## Вратарь
Игрок, охраняющий ворота. Обычно имеет дополнительную экипировку: маску, щитки, ловушку. Клюшка вратаря шире, чем у полевого игрока.

## Выход один на один
Вы́ход оди́н на оди́н   — момент в хоккее с шайбой, при котором игрок одной команды находится на кратчайшем расстоянии среди всех игроков с вратарём другой команды. По причине высокой вероятности взятия ворот, при нарушении правил в отношении игрока, находящегося в положении один на один, назначается буллит. «Один на один» является одной из основных частей тренировок нападающих и вратарей в хоккейных командах.

## Гол
В хоккее с шайбой взятие ворот (гол) засчитывается в том случае, если шайба полностью пересекла линию ворот между штангами и под перекладиной, и при этом была забита по правилам. В хоккее выигрывает команда забросившая шайбу больше раз в ворота соперника.

## Гол в пустые ворота

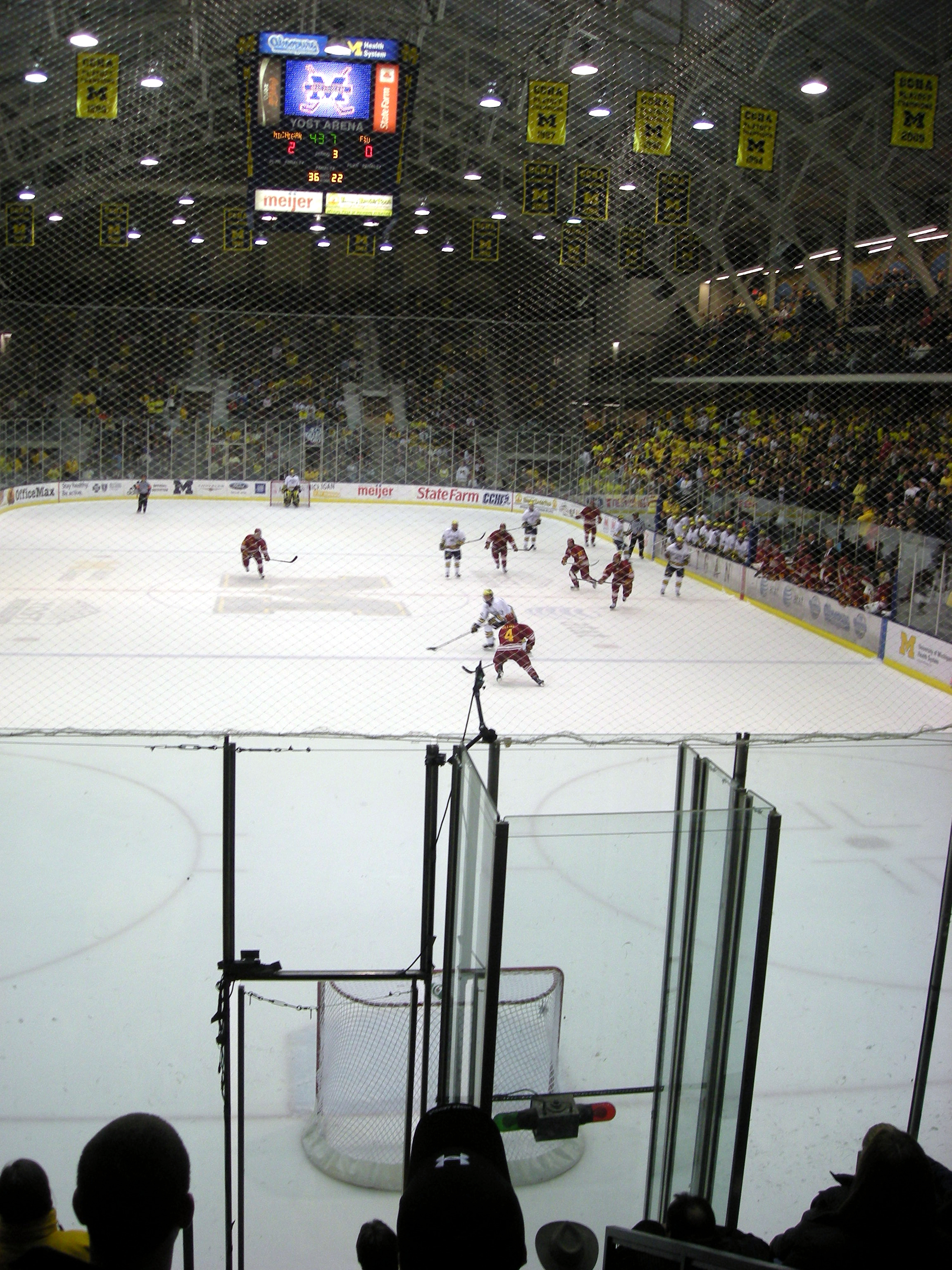
Шайба залетает в пустые ворота

Гол в пустые ворота (англ. empty net goal / empty netter) — в хоккее с шайбой гол, который забивается в ворота команды, снявшей вратаря и выпустившей шестого полевого игрока. Гол происходит в двух случаях:
1. Это происходит обычно в последние две минуты матча, особенно когда команда проигрывает с отставанием не более чем в 2 шайбы. Она в таком случае убирает вратаря и выпускает шестого полевого игрока, чтобы попытаться сократить разрыв в счёте или сравнять его. Если же их противник перехватывает шайбу, то он часто идёт в атаку, перейдя центральную красную линию в площадке: с высокой вероятностью последующий бросок может стать голевым и решить исход матча. Бросок обычно не делается в таком случае со своей половины площадки, поскольку при промахе может быть зафиксирован проброс в пользу команды, снявшей вратаря. В редких случаях команда убирает вратаря, имея численное преимущество и пытаясь реализовать его, причём это происходит не всегда в конце матча, а чаще при удалении двух игроков у противника.
2. Это может происходить в случае отложенного штрафа: пострадавшая команда снимает вратаря и заменяет его шестым полевым игроком, пытаясь забросить шайбу. Риска пропустить шайбу после броска противника нет, поскольку в случае перехваты шайбы судья остановит встречу и удалит кого-то из состава противника. Однако при этом команда может забросить шайбу в собственные ворота, когда нападающий допустит ошибку при передаче на защитника (особенно если он ещё и под прессингом). Гол записывается на счёт последнего игрока забросившей команды, который последним касался шайбы.

В англоязычных таблицах статистики шайбы в пустые ворота записываются в поля EN, ENG или ENA (сокращения от empty netters, empty net goals, empty netters against). Они не записываются как пропущенные кем-то из вратарей, поэтому на процент отбитых бросков не влияют.

## Замена вратаря
Замена вратаря дополнительным полевым игроком — это ситуация в хоккее, в которой голкипера меняют на нападающего или (крайне редко) на защитника. Цель такой замены — получение преимущества в атаке для взятия ворот соперника. Таким образом, ворота команды, которая провела такую замену, остаются пустыми. Замена вратаря на дополнительного полевого игрока обычно производится в двух случаях:
- В концовке матча (обычно за 1—2 минуты до окончания игрового времени), когда команда проигрывает в одну–две шайбы. В этом случае велик риск пропустить шайбу в пустые ворота. В ситуациях «пан или пропал» (например, в играх плей-офф «на вылет») проигрывающая команда может произвести такую замену раньше (особенно когда разница в счёте больше, чем одна шайба).
- Во время отложенного штрафа. В данной ситуации, в случае, если соперник получит контроль над шайбой, игра будет автоматически остановлена судьей. Таким образом, соперник не имеет возможности нанести бросок по пустым воротам, и риск команды, сменившей вратаря, минимален. Однако, если шайба попадает в пустые ворота в результате ошибки атакующей команды (крайне редко), засчитывается взятие ворот. Автором гола признается последний коснувшийся шайбы игрок соперника.

Правило замены вратаря ввёл Арт Росс, тренер хоккейной команды «Бостон Брюинз», который 26 марта 1931 в поединке против «Монреаль Канадиенс» заменил своего вратаря Тайни Томпсона на полевого игрока на последней минуте матча (тем не менее, «Бостон Брюинз» проиграли 0:1).

## Защита паха
Защита паха (также раковина, ракушка) — обязательный элемент защиты хоккеиста.

## Защитник
В хоккее с шайбой номинально два защитника. Отвечает за организацию обороны в своей зоне, в атаке выполняет страхующую роль, не давая шайбе выйти из зоны противника.

## Капитан
Капита́н в хоккее с шайбой — полевой игрок хоккейной команды, наделённый особыми полномочиями. Представляет интересы команды в спорных ситуациях. Капитаном команды не может быть вратарь.

## Каток
Поле с ледовым покрытием.

## Коэффициент надёжности
Коэффициент надёжности — одна из ключевых характеристик рейтинга хоккейного вратаря. Показывает сколько шайб пропускает голкипер в среднем за один матч длиной 60 минут.

## Меньшинство
Меньшинство — игровая ситуация, когда команда имеет на одного или на двух полевых игроков меньше, чем команда-соперник. Это происходит в случае, если игрок (или игроки) команды получили штраф, не подразумевающий замену оштрафованного, а также если команда-соперник заменяет вратаря на шестого полевого игрока.

## Нападающий
Нападающими являются три игрока из хоккейной пятёрки, центральный нападающий и двое крайних. Как следует из названия амплуа, нападающие отвечают за организацию атаки, выигрыш вбрасываний. В случае обороны нападающие, наравне с защитниками, защищают ворота своей команды.

## Нарушение численного состава
Нарушение численного состава — разновидность нарушения правил, когда одна из команд выпускает на поле больше игроков, чем разрешено правилами в текущих условиях.

## Очки
Очко — условная награда, которую получает во время матча любой игрок, забрасывающий шайбу в ворота противника или отдающий голевую передачу.

## Пас
Передача шайбы игроку своей команды.
Голевая передача присваивается игроку команды, отдавшему пас, или отклонившему шайбу партнёру по команде, забившему шайбу.

## Пас через две линии

Рис. 1 «Пас через две линии». Ситуация А — зафиксировано нарушение, ситуация B — нарушения нет

Пас через две линии (англ. two line pass) — отменённое нарушение в хоккее с шайбой, которое фиксировалось при пасе от ворот партнёру, находящемуся на льду до синей линии зоны команды-соперника. При определении нарушения главный арбитр давал свисток и  вбрасывание шайбы происходило в зоне вбрасывания у ворот команды, которая совершила нарушения.
В 1998 ИИХФ отменила красную (центральную) линию, автоматически упразднив запрет на пасы «через две линии». В 2005 году это же правило утратило силу и в НХЛ.

## Плюс-минус
«Плюс-минус» — статистический показатель игрока в хоккее. В счёт идут забитые или пропущенные шайбы в момент нахождения игрока на льду.

## Проброс
В хоккее с шайбой, если игрок посылает шайбу вперёд со своей половины площадки (до пересечения средней красной линии) и шайба пересекает линию чужих ворот, никого по пути не коснувшись, то линейный судья засчитывает пробро́с. После чего следует вбрасывание в зоне команды, совершившей проброс. В НХЛ проброс засчитывается, только если игрок команды соперника касается шайбы.

## Процент отражённых бросков
Процент отражённых бросков, принятые сокращения %ОБ, SVP, SV%, SVS%, PCT) — качественный показатель мастерства хоккейного вратаря, отображает в процентном виде отношение количества отбитых бросков (сэйвов) к общему количеству бросков за определённый временной отрезок.

## Разница голов
Разница голов — статистический показатель, используемый в футболе и других игровых видах спорта с целью классификации команд с равным количеством очков.

## Силовой приём
Силовой приём (англ. hit) — комплекс действий, производимых игроком в хоккее с шайбой для отбора шайбы у соперника. Игрок, совершающий силовой приём, должен определить необходимые параметры движений и произвести физические действия, в результате которых соперник может потерять шайбу. Для совершения силового приёма, игрок должен обладать хорошей реакцией, большой скоростью, силой, массой. Силовой прием как правило приходится в тело, но не исключаем случаи попадания в голову.

## Слот
Слот — это область хоккейной площадки, которая расположена непосредственно напротив ворот между кругами для вбрасываний. Иногда слот путают с так называемой «голевой зоной» или пятачком.
Различают «глубокий» и «высокий» слот. Четкого определения места начала слота нет. Принято считать, что слот начинается от «усов» на круге вбрасывания и заканчивается перед синей линией. Другие источники отмечают глубокий слот как зону, находящуюся в полутора—пяти метрах по центру от ворот.
Глубокий слот чаще используется центральными нападающими или крайними нападающими команд во время атаки, при которой другой крайний нападающий имеет возможность отдать острую передачу. При этом центральный нападающий должен следить за тем, чтобы не блокировать своего крайнего нападающего, для которого глубокий слот — основное поле для деятельности.
Если же глубокий слот занят крайним нападающим (что происходит в большинстве случаев), центральный нападающий должен занять высокий слот ближе к синей линии, для того чтобы иметь возможность атаковать вторым темпом или предоставить игроку с шайбой ещё один вариант продолжения атаки. Иногда тренеры используют комбинации с одновременным входом центрального и крайнего нападающих в глубокий слот, что создаёт больше проблем оборонительным игрокам. Правда, при этом возрастает риск ошибиться при передаче и пропустить быструю контратаку.
Кроме того, центральный нападающий часто занимает слот при розыгрышах большинства, так как это наиболее удобная позиция для закрытия обзора вратарю, а также для подставки клюшки под бросок с целью изменения направления полета шайбы.

## Средняя зона

Игровая площадка

Средняя зона (нейтральная зона) — в хоккее с шайбой часть площадки, находящаяся между зонами атаки и обороны каждой команды. Непосредственно в нейтральной зоне находится центральный круг площадки и кроме того, четыре дополнительных «точки вбрасывания». Границы нейтральной зоны определяются с каждой стороны площадки так называемыми «Синими линиями» — границами зоны защиты и атаки. Сама нейтральная зона разделена на две половины центральной (красной) линией.
С помощью границ нейтральной зоны в хоккее определяются положения «вне игры» и «проброс».

## Сухой матч
«сухой матч», так же называемый шатаут (англ. shutout; в статистике обозначается обычно как СМ, СХ, И«0», в английской как SO), это матч, записываемый в статистику хоккейного вратаря, если он на протяжении всей игры успешно отражает все атаки команды соперника и не пропускает ни одной шайбы в свои ворота.

## Сейв
Сейв (англ. save) — факт отражения броска или ловли шайбы в ловушку вратарем. После сэйва вратарь может сделать пас партнёру по команде или накрыть шайбу ловушкой, тем самым приостановив игру. На передачу шайбы партнеру у вратаря есть три секунды. После свистка судьи назначается вбрасывание в зоне команды, вратарь которой накрыл шайбу.

## Тафгай
Тафгай, от англ. tough guy, букв. «жёсткий», «крутой парень»; также употребляются английские термины enforcer, fighter) — игрок хоккейной команды, основной задачей которого является препятствование развитию успеха соперников силовыми приёмами, устрашение противника, драки на льду, «выключение» из игры наиболее опасных форвардов команды-соперника и защита самых ценных игроков своей команды..

## Удар соперника клюшкой
Удар соперника клюшкой, официально удар клюшкой (англ. slashing) — нарушение правил, при совершении которого игрок своей клюшкой, которую держит одной рукой или двумя, наносит удар по телу, рукам или клюшке игрока команды-противника.

## Хет-трик
Хет-трик — три шайбы, забитые одним игроком в матче.

## Хет-трик Горди Хоу
Неофициальное название особого вида хет-трика, когда игрок в течение одного матча забрасывает шайбу, делает голевую передачу и участвует в драке.

## Хоккейная площадка
Хоккейная площадка — поверхность белого льда, ограниченная бортами.

## Хоккейная статистика
Хоккейная статистика — статистические данные, отслеживающиеся в хоккее с шайбой.

## Хоккейные драки
Хоккейные драки как систематическое явление, характерны, в большей степени, для североамериканского, и, в меньшей степени, для европейского хоккея.

## Хоккейные коньки
Хоккейные коньки — коньки, предназначенные для хоккея с шайбой и хоккея с мячом. Характерной особенностью данного вида коньков является высокая жёсткость ботинка.

## Хоккейные перчатки
Хоккейные перчатки (кра́ги) — элемент защитной экипировки хоккеиста.

## Хоккейные трусы
Хоккейные трусы (шорты) — один из элементов защиты хоккеиста.

## Шайба
Шайба — спортивный снаряд из вулканизированного каучука для игры в хоккей с шайбой.

## Щелчок
Щелчок — вид броска шайбы.
Особенностью данного вида броска является короткий удар клюшки в лёд перед шайбой (примерно в 3—5 см). Клюшка в момент удара прогибается, крюк совершает небольшое скользящее движение по поверхности льда и только после этого бьет в ребро шайбы. В результате на силу броска шайбы, кроме скорости движения крюка и массы хоккеиста, выполняющего бросок, действуют упругие силы клюшки, тем самым придавая ей дополнительную скорость.
В зависимости от игровой ситуации данный вид броска выполняется двумя способами.
1. Щелчок с коротким замахом — придаёт скрытность броску, требует меньшего времени на подготовку, выполняется чаще всего концом крюка.
2. Щелчок с длинным замахом — выполняется с помощью мощного, взрывного движения корпусом и руками, с характерной для данного вида броска значительной амплитудой движения клюшки. Данный бросок требует большего времени на подготовку, отличается максимальной для всех видов бросков скоростью движения шайбы (до 183 км/ч, Александр Рязанцев (по неофициальным данным 190 км/ч, Бобби Халл)), однако является и наименее точным. Высокая скорость и трудно предсказуемая траектория полёта шайбы часто позволяет опередить время реакции вратаря и поразить ворота.

Часто данные виды бросков выполняются без предварительной обработки шайбы — в один удар (англ. one-timer). Наиболее часто выполняются защитниками при атаке ворот от синей линии. Также может использоваться для надёжного вывода шайбы из зоны защиты при игре в меньшинстве.
Для эффективного выполнения требует большого опыта и отточенной техники игрока.